# Capobula infima
Espèce
Synonymes
- Orthobula infima Simon, 1896

Capobula infima est une espèce d'araignées aranéomorphes de la famille des Trachelidae.

## Distribution
Cette espèce est endémique du Cap-Occidental en Afrique du Sud,.

## Description
La femelle subadulte holotype mesure 2 mm.
Le mâle décrit par Haddad, Jin, Platnick et Booysen en 2021 mesure 1,78 mm et la femelle 2,25 mm, les mâles mesurent de 1,75 à 1,90 mm et les femelles de 1,70 à 2,25 mm.

## Systématique et taxinomie
Cette espèce a été décrite sous le protonyme Orthobula infima par Simon en 1896. Elle est placée dans le genre Capobula par Haddad, Jin, Platnick et Booysen en 2021.

## Publication originale
- Simon, 1896 : « Descriptions d'arachnides nouveaux de la famille des Clubionidae. » Annales de la Société Entomologique de Belgique, vol. 40, p. 400-422 (texte intégral).